# 福島哲
福島 哲（ふくしま てつ、明治34年（1901年）4月19日 - 没年不明）は、日本の教育者。元境高等学校長。
福島は、二・二六事件で国家転覆を図った首謀者の一人として逮捕され、北一輝とともに刑死した西田税と米子中学校（現米子東高校）で同期だった。

## 経歴
大正13年（1924年）金沢医大薬学科卒。鳥取県立米子中学校教諭、同米子工業学校長、境高等学校長歴任、昭和32年（1957年）勇退。

## 人物像
大正14年（1925年）3月、秩父宮が来陰した際、西田税は汽車で同車して秩父宮と談笑した。西田と米子中学校（現在の米子東高校）で同期だった福島哲によれば｢西田が秩父宮様と汽車で御同車して談笑していたことは出迎えの西尾町長がびっくりして帰って役場で話し、町中の大評判になったものだ。今とちがって、天子さまの第二皇子といえば、それこそ雲の上の人、町長も署長でも緊張してコチコチに固くなっていたものだ。それを町の名もない仏具屋の小倅（こせがれ）にすぎない西田が、殿下とさしで話していたというのだから、町の評判にならぬ筈（はず）がない。西田の奴、大したもんだ。陸軍大将間違いなしだというので同級生は、わが事のように喜んだのを記憶している。それが間もなく軍人を止めたという噂に、またまたびっくりしたものだ｣という。
趣味は囲碁、囲碁、釣、読書。宗教は浄土宗。住所は境港市中町。

## 家族

### 福島家
（鳥取県境港市中町）
- 妻・ミツエ[1]

明治36年（1903年）生～没
- 子供

武彦（大正14年（1925年）生～、大阪医大卒、医博、鳥取市民病院小児科部長）

## 叙位叙勲
- 昭和47年（1972年）春 - 勲四等瑞宝章受章[3]。

## 関連
- 西田税